# Gordon Strachan
Gordon David Strachan (Edinburgh, 9 februari 1957) is een Schots voetbalmanager en voormalig profvoetballer.

## Spelerscarrière
Hij speelde in Schotland voor Dundee en Aberdeen. In Engeland was hij actief voor Manchester United, Leeds United en Coventry City. Met Leeds won hij in 1992 de Engelse landstitel. Ook speelde hij vijftig wedstrijden (vijf goals) voor de nationale ploeg van Schotland. Met Schotland was hij actief op de WK-eindronde van 1982 in Spanje en 1986 in Mexico. In beide toernooien strandde Schotland in de poulefase.

## Trainerscarrière
Hij was manager van Celtic van 1 juni 2005 tot 25 mei 2009, toen hij ontslag nam. Met Celtic werd hij drie keer kampioen van Schotland. Eerder was hij manager van Coventry City en Southampton FC in Engeland. Hij werd opgevolgd door Tony Mowbray. Strachan werd begin 2013 benoemd tot bondscoach van Schotland. Na een vriendschappelijke zege op Estland (1–0) verloren de Schotten onder leiding van Strachan kort daarop de WK-kwalificatieduels tegen Wales (1–2) en Servië (2–0).
Op 12 oktober 2017 stapte Strachan met onmiddellijke ingang op als bondscoach. Bond en trainer besloten in gezamenlijk overleg om uit elkaar te gaan. Aanleiding was de afsluitende wedstrijd in groep F van het WK-kwalificatietoernooi, waarin Schotland met 2-2 gelijkspeelde tegen Slovenië, waardoor uitschakeling een feit was voor de Schotten. Hij had de nationale ploeg in totaal veertig duels onder zijn hoede.
| Interlands Schotland onder leiding van Gordon Strachan | Interlands Schotland onder leiding van Gordon Strachan | Interlands Schotland onder leiding van Gordon Strachan | Interlands Schotland onder leiding van Gordon Strachan | Interlands Schotland onder leiding van Gordon Strachan |
| №                                                      | Datum                                                  | Wedstrijd                                              | Uitslag                                                | Competitie                                             |
| ------------------------------------------------------ | ------------------------------------------------------ | ------------------------------------------------------ | ------------------------------------------------------ | ------------------------------------------------------ |
| 1                                                      | 6 februari 2013                                        | Schotland – Estland                                    | 1 – 0                                                  | Oefeninterland                                         |
| 2                                                      | 22 maart 2013                                          | Schotland – Wales                                      | 1 – 2                                                  | WK-kwalificatie                                        |
| 3                                                      | 26 maart 2013                                          | Servië – Schotland                                     | 2 – 0                                                  | WK-kwalificatie                                        |
| 4                                                      | 7 juni 2013                                            | Kroatië – Schotland                                    | 0 – 1                                                  | WK-kwalificatie                                        |
| 5                                                      | 14 augustus 2013                                       | Engeland – Schotland                                   | 3 – 2                                                  | Oefeninterland                                         |
| 6                                                      | 6 september 2013                                       | Schotland – België                                     | 0 – 2                                                  | WK-kwalificatie                                        |
| 7                                                      | 10 september 2013                                      | Macedonië – Schotland                                  | 1 – 2                                                  | WK-kwalificatie                                        |
| 8                                                      | 15 oktober 2013                                        | Schotland – Kroatië                                    | 2 – 0                                                  | WK-kwalificatie                                        |
| 9                                                      | 15 november 2013                                       | Schotland – Verenigde Staten                           | 0 – 0                                                  | Oefeninterland                                         |
| 10                                                     | 19 november 2013                                       | Noorwegen – Schotland                                  | 0 – 1                                                  | Oefeninterland                                         |
| 11                                                     | 5 maart 2014                                           | Polen – Schotland                                      | 0 – 1                                                  | Oefeninterland                                         |
| 12                                                     | 28 mei 2014                                            | Schotland – Nigeria                                    | 2 – 2                                                  | Oefeninterland                                         |
| 13                                                     | 7 september 2014                                       | Duitsland – Schotland                                  | 2 – 1                                                  | EK-kwalificatie                                        |
| 14                                                     | 11 oktober 2014                                        | Schotland – Georgië                                    | 1 – 0                                                  | EK-kwalificatie                                        |
| 15                                                     | 14 oktober 2014                                        | Polen – Schotland                                      | 2 – 2                                                  | EK-kwalificatie                                        |
| 16                                                     | 14 november 2014                                       | Schotland – Ierland                                    | 1 – 0                                                  | EK-kwalificatie                                        |
| 17                                                     | 18 november 2014                                       | Schotland – Engeland                                   | 1 – 3                                                  | Oefeninterland                                         |
| 18                                                     | 25 maart 2015                                          | Schotland – Noord-Ierland                              | 1 – 0                                                  | Oefeninterland                                         |
| 19                                                     | 29 maart 2015                                          | Schotland – Gibraltar                                  | 6 – 1                                                  | EK-kwalificatie                                        |
| 20                                                     | 5 juni 2015                                            | Schotland – Qatar                                      | 1 – 0                                                  | Oefeninterland                                         |
| 21                                                     | 13 juni 2015                                           | Ierland − Schotland                                    | 1 − 1                                                  | EK-kwalificatie                                        |
| 22                                                     | 4 september 2015                                       | Georgië – Schotland                                    | 1 – 0                                                  | EK-kwalificatie                                        |
| 23                                                     | 7 september 2015                                       | Schotland – Duitsland                                  | 2 – 3                                                  | EK-kwalificatie                                        |
| 24                                                     | 8 oktober 2015                                         | Schotland – Polen                                      | 2 – 2                                                  | EK-kwalificatie                                        |
| 25                                                     | 11 oktober 2015                                        | Gibraltar – Schotland                                  | 0 – 6                                                  | EK-kwalificatie                                        |
| 26                                                     | 24 maart 2016                                          | Tsjechië – Schotland                                   | 0 – 1                                                  | Oefeninterland                                         |
| 27                                                     | 29 maart 2016                                          | Schotland – Denemarken                                 | 1 – 0                                                  | Oefeninterland                                         |
| 28                                                     | 29 mei 2016                                            | Italië – Schotland                                     | 1 – 0                                                  | Oefeninterland                                         |
| 29                                                     | 4 juni 2016                                            | Frankrijk – Schotland                                  | 3 – 0                                                  | Oefeninterland                                         |
| 30                                                     | 4 september 2016                                       | Malta – Schotland                                      | 1 – 5                                                  | WK-kwalificatie                                        |
| 31                                                     | 8 oktober 2016                                         | Schotland – Litouwen                                   | 1 – 1                                                  | WK-kwalificatie                                        |
| 32                                                     | 11 oktober 2016                                        | Slowakije – Schotland                                  | 3 – 0                                                  | WK-kwalificatie                                        |
| 33                                                     | 11 november 2016                                       | Engeland – Schotland                                   | 3 – 0                                                  | WK-kwalificatie                                        |
| 34                                                     | 22 maart 2017                                          | Schotland – Canada                                     | 1 – 1                                                  | Oefeninterland                                         |
| 35                                                     | 26 maart 2017                                          | Schotland – Slovenië                                   | 1 – 0                                                  | WK-kwalificatie                                        |
| 36                                                     | 10 juni 2017                                           | Schotland – Engeland                                   | 2 – 2                                                  | WK-kwalificatie                                        |
| 37                                                     | 1 september 2017                                       | Litouwen – Schotland                                   | 0 – 3                                                  | WK-kwalificatie                                        |
| 38                                                     | 4 september 2017                                       | Schotland – Malta                                      | 2 – 0                                                  | WK-kwalificatie                                        |
| 39                                                     | 5 oktober 2017                                         | Schotland – Slowakije                                  | 1 – 0                                                  | WK-kwalificatie                                        |
| 40                                                     | 8 oktober 2017                                         | Slovenië – Schotland                                   | 2 – 2                                                  | WK-kwalificatie                                        |

## Erelijst

### Als speler
Met  Aberdeen:
- Scottish Premier Division: 1979/80, 1980/84
- Scottish Cup: 1981/82, 1982/83, 1983/84
- European Cup Winners' Cup: 1982/83
- European Super Cup: 1983

Met  Manchester United:
- FA Cup: 1984/85

Met  Leeds United:
- Football League Second Division: 1989/90
- Football League First Division: 1991/92
- FA Community Shield: 1992

### Als trainer
Met  Celtic:
- Scottish Premier League: 2005/06, 2006/07, 2007/08
- Scottish Cup: 2006/07
- Scottish League Cup: 2005/06 en 2008/09

Individueel:
- SPFA Manager of the Year: 2006, 2007 en 2009